# Ієн Скотт (велогонщик)
Ієн Скотт (англ. Ian Scott, 9 січня 1915 — 15 травня 1980) — британський велогонщик.
Срібний призер Олімпійських Ігор 1948 року в командній шосейній гонці.